# ممر (عمارة)

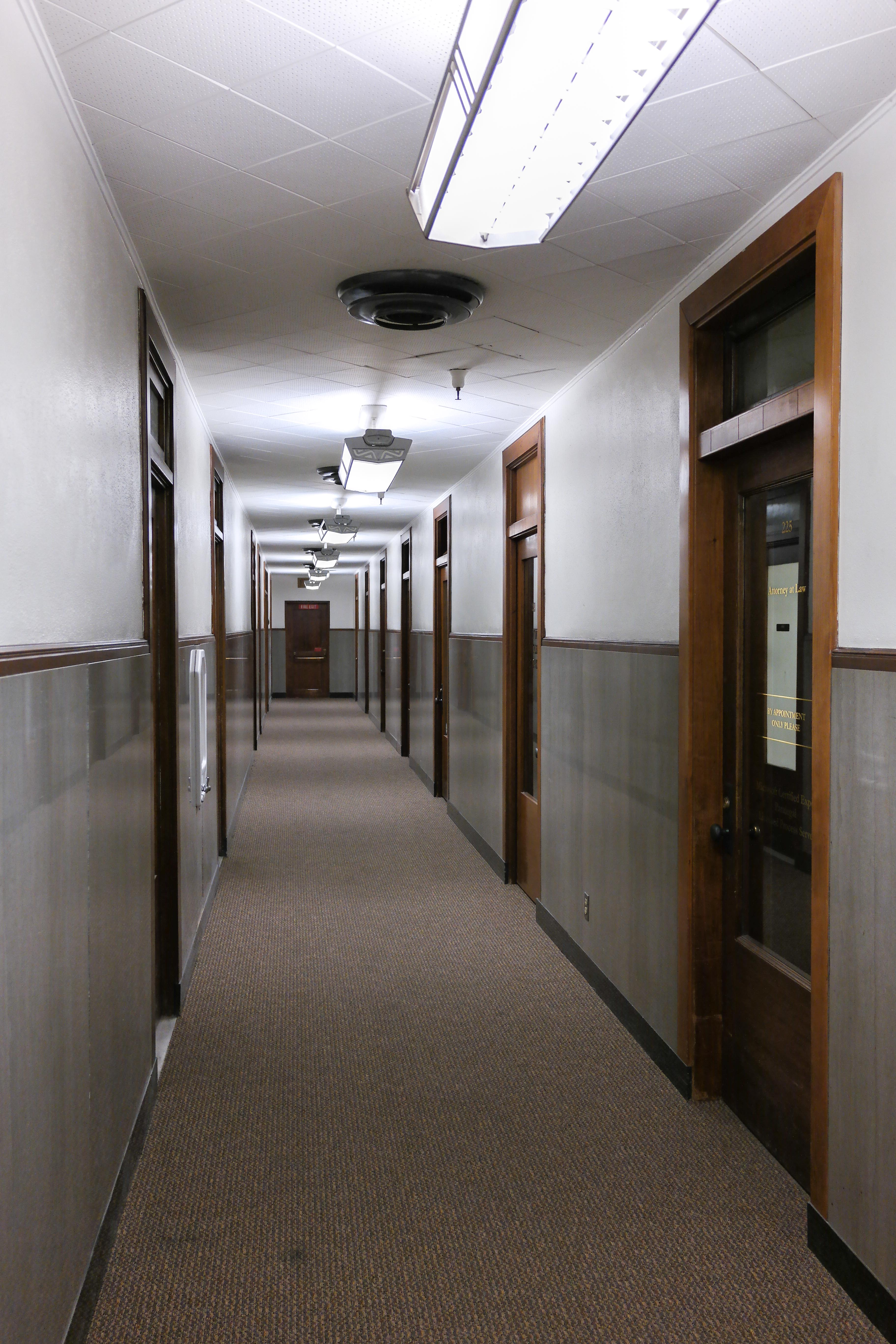

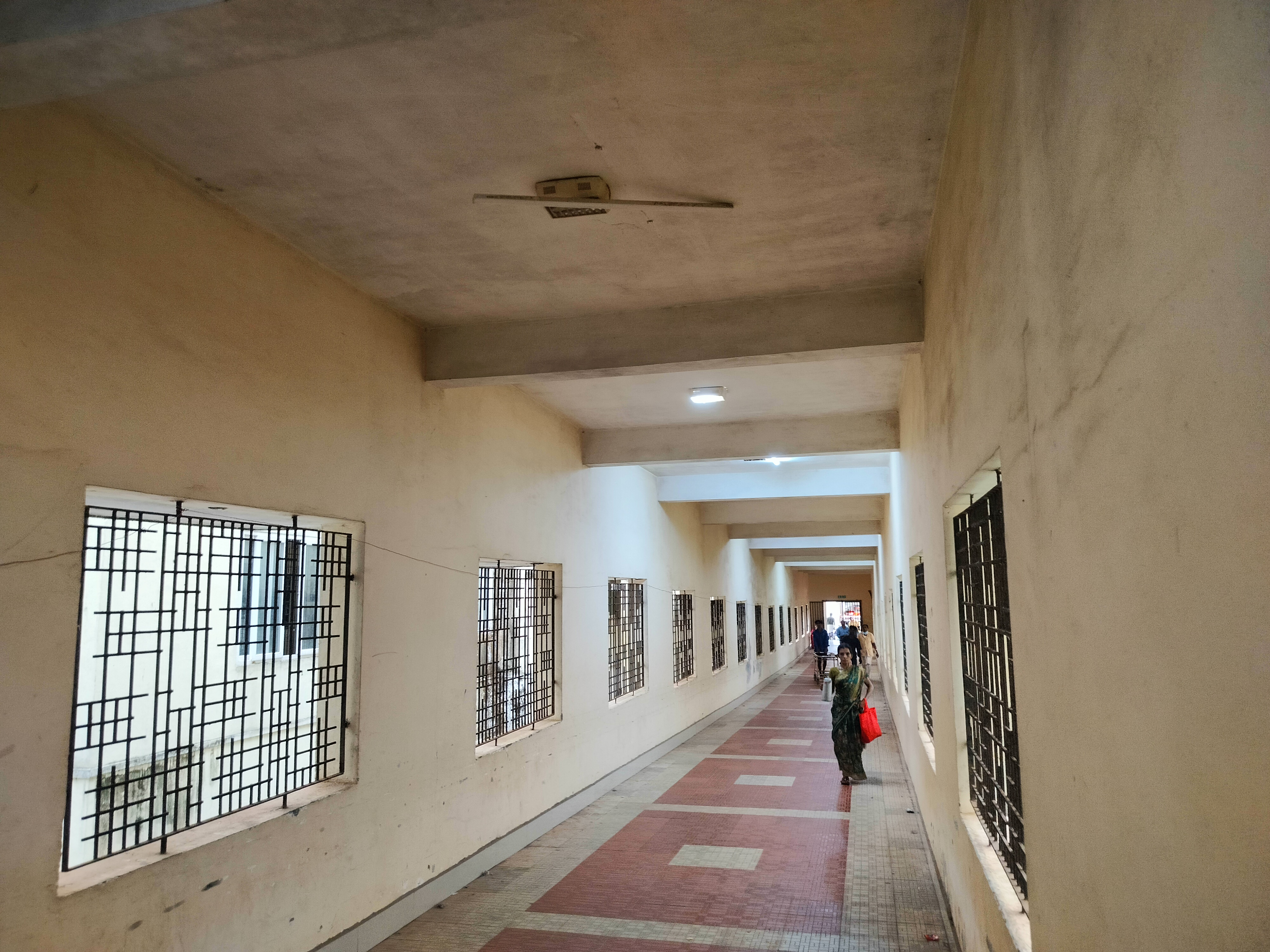

الممر مسلك في المبنى أو المسكن يوصل إلى أجزائه. الممرات طويلة وضيقة عمومًا.